# Yolanda Izard
Yolanda Izard Anaya (Béjar, 1959) es una escritora y crítica literaria española. Ha cultivado distintos géneros y ha recibido distintos premios a lo largo de su trayectoria.

## Trayectoria
Yolanda Izard Anaya nació en Béjar (Salamanca). Se licenció en Filología Hispánica por la Universidad de Salamanca donde también cursó estudios de Bellas Artes.
Desde muy joven sintió inclinación hacia la literatura, especialmente hacia la poesía, iniciándose en la lectura siendo muy niña con una antología de Miguel Hernández que le regaló su padre.
En su labor como crítica literaria escribe reseñas para el suplemento cultural de El Norte de Castilla, La sombra del ciprés y Revista de Letras. Ha colaborado también revistas literarias como Quimera o Mirlo, así como en las revistas digitales Sigueleyendo, Granite&Rainbow y Subverso.
Ha trabajado como docente de Español como Lengua Extranjera (ELE) en la Universidad Europea Miguel de Cervantes en Valladolid. Es además correctora de estilo y dirige e imparte un taller en línea de escritura creativa para la Universidad Francisco de Vitoria.

## Obras

### Narrativa
- 2003. Paisajes para evitar la noche, novela corta.
- 2003. La mirada atenta (Del Oeste ediciones).[6]
- 2017. Zambullidas (ed. Renacimiento), microrrelatos.
- 2021. La hora del sosiego (ed. Espuela de Plata).[7]
- 2023. Solo triste de oboe (Castilla Ediciones).
- 2024. La jaula de los sueños (EOLAS Ediciones).

### Poemarios
- 1983. Reliquias del duende, al cuidado de Aníbal Núñez.
- 1997. El durmiente y la novia (ed. Sinmar,)
- 2003. Defunciones interiores (Institución Cultural El Brocense).
- 2019. Lumbre y ceniza (Premio Internacional de poesía Miguel Hernández-Comunidad Valenciana).

### Ensayo
- 2009. Comentario y selección de poemas de la Transición (ed. Difácil).
- 2015. Pequeño manual de la creación de cuento (Revista Siglo XXI).

### Otros
- 2014. Los pazos de Ulloa (Agilice Digital), adaptación para ELE.[6]

### Antologías
- Cuentos pendientes, cuarenta y tres voces del cuento castellano y leonés del siglo XXI. Selección y prólogo de José Ignacio García García. Castilla Ediciones, 2021.
- Antología poética Pájaros vivos. Poesía reunida contemporánea. Ed. Luis Adolfo Izquierdo del Águila. Celya Editorial. 2021.[8]

## Premios
- XXVIII Premio Cáceres de Novela Corta en 2003 por Paisajes para evitar la noche.[9] [4]
- VII Premio Carolina Coronado en 2003 por La mirada atenta.[9] [4]
- Premio Andrés Quintanilla de Poesía en 2013.[4]
- Con Lumbre y ceniza ganó en 2019 el premio internacional de poesía Miguel Hernández de Poesía, concedido por la Comunidad Valenciana.[10] El libro está integrado por 33 poemas estructurados en tres partes: «Mi padre» (9 poemas), «Deslumbramiento» (14) y «Cenizas» (10).[2] En 2020, con este mismo poemario quedó finalista en el Premio de la Crítica de Castilla y León.[11]
- Finalista del XXXII Premio Herralde de novela en 2014 por El alma de los pájaros.[4]
- Finalista del Premio de la Crítica de Castilla y León en 2020.[11]